# Petra Maier
Petra Maier (geboren am 22. August 1972 im Süden von Berlin) ist eine deutsche Ingenieurwissenschaftlerin. Sie ist Professorin für Werkstoff- und Fertigungstechnik und war Rektorin der Hochschule Stralsund von 09.2018 bis 02.2023. Aktuell ist sie Prodekanin und Gleichstellungsbeauftragte der Fakultät für Maschinenbau an der Hochschule Stralsund. Seit 10.2022 ist sie Lise-Meitner Professorin an der Universität Lund in Schweden.

## Tätigkeit
Nach einem Studium der Fachrichtung Technische Physik an der Technischen Hochschule Wildau wurde Petra Maier im Jahr 2002 an der Loughborough University in Materialwissenschaften auf dem Gebiet der Korngrenzensegregation in Stahl promoviert. Anschließend war sie an der Technischen Hochschule Wildau als Postdoktorandin mit Schwerpunkt auf mechanischen Eigenschaften mittels Nanoindentation tätig. Von 2004 bis 2006 arbeitete sie als wissenschaftliche Mitarbeiterin am Helmholtz-Zentrum Geesthacht – Zentrum für Material- und Küstenforschung. Von 2006 bis 2008 arbeitete Petra Maier im Institut für Werkstoffwissenschaften und -technologien der Technischen Universität Berlin. Zu ihren Forschungsschwerpunkten gehörte die Korrosionsermüdung von Magnesium.
Seit 2008 ist Petra Maier als Professorin für Werkstoff- und Fertigungstechnik an der Fakultät für Maschinenbau der Hochschule Stralsund tätig und arbeitet auf dem Gebiet der biologisch abbaubaren Implantate auf Mg-Basis. Schwerpunkt ihrer Forschung ist die Korrosion unter Spannung und dessen Korrosionsmorphologie, hauptsächlich im Bereich der Magnesium-Seltene-Erden-Legierungen. Sie forscht ebenso zur Korrelation der Mikrostruktur mit mechanischen Eigenschaften, der Fraktographie sowie zu umformtechnischen Fertigungsverfahren.
Von September 2018 bis Februar 2023 führte sie die Amtsgeschäfte einer Rektorin der Hochschule Stralsund. Gewählt wurde sie am 12. Juni 2018.

## Publikationen (Auswahl)
- P. Maier, M. Schmahl, B. Clausius, C. Joy, C. Fleck: Nanoindentation on the Transformation of LPSO Phases during Different Solution Heat Treatments in an Mg-Dy-Nd-Zn-Zr Alloy. Crystals, 12 (2022) 1673. DOI:10.3390/cryst12111673
- P. Maier, B. Clausius, A. Richter, B. Bittner, N. Hort, R. Menze: Crack Propagation in As-Extruded and Heat-Treated Mg-Dy-Nd-Zn-Zr Alloy Explained by the Effect of LPSO Structures and Their Micro- and Nanohardness, Materials, 14 (2021) 3686. DOI:10.3390/ma14133686
- T.E. Lipman, P. Maier: Advanced materials supply considerations for electric vehicle applications, MRS Bulletin 46 (2021) 1164–1175. doi:10.1557/s43577-022-00263-z
- P. Maier, B. Clausius, C. Joy, C. R. Menze, B. Bittner, N. Hort.: Microstructure and Fracture Toughness of an Extruded Mg-Dy-Nd-Zn-Zr Alloy Influenced by Heat Treatment, Magnesium Technology 2021, Editors Miller, V.M.; Maier, P.; Jordon, J.B. Neelameggham, N.R. (2021) 19–26. DOI:10.1007/978-3-030-65528-0_4
- P. Maier, B. Clausius, J. Wicke, N. Hort: Characterization of extruded Mg-Dy-Nd under stress corrosion in C-Ring tests, Metals (2020), 10, 584. DOI: 10.3390/met10050584
- P. Maier, A. Steinacker, B. Clausius, N. Hort: Influence of Solution Heat Treatment on the Microstructure, Hardness and Stress Corrosion Behavior of Extruded Resoloy, JOM (2020) Special Issue: Biodegradable Materials for Medical Applications II, DOI:10.1007/s11837-020-04077-9
- P. Maier, A. Richter, M. Wolff, N. Hort: Influence of Nd and La in nanohardness and modulus of elasticity of extruded Mg10Gd evaluated by nanoindentaion, Proceedings of 3rd. Conference & Exhibition on Light Materials, 5.–7. November 2019, Manchester, UK
- P. Maier, N. Ostermeier, J. Wicke, S. You, N. Hort: Stress corrosion of the Mg-Zn-Zr alloy system using C-ring tests, MS and T - Materials Science and Technology (2019) 1142–1149, 6.–10. Oktober 2019, Portland, USA, DOI:10.7449/2019mst/2019/mst_2019_1142_1149
- P. Maier, N. Lauth, C.L. Mendis., M. Bechly, N. Hort: Mechanical and corrosion properties of two precipitation hardened Mg-Y-Nd-Gd-Dy alloys with small changes in chemical composition, JOM, Volume 71, Issue 4 (2019) 1426–1435, DOI: 10.1007/s11837-019-03359-1, Journal of The Minerals, Metals & Materials Society
- P. Maier, A. Griebel, M. Jahn, M. Bechly, R. Menze, B. Bittner, J. Schaffer, Corrosion bending fatigue of Resoloy® and WE43 magnesium alloy wires, Magnesium Technology 2019, Editors: V.V. Joshi, J.B. Jordon, D. Orlov, N.R. Neelameggham (2019) 175–181 ISBN 978-3-030-05788-6, 10.–14. März 2019, San Antonio, USA, DOI: 10.1007/978-3-030-05789-3_26
- P. Maier, C. Lux, M Polak, N Hort, M Fröhlich: Preliminary results of Y- and Nd-ion implantation on pure Mg, European Cells and Materials Meeting Abstracts, Collection 6, Biometal (2018) 48, ISSN 2522-235X, 10th Symposium on Biodegradable Metals, 26.–31. August 2018, Oxford, UK
- P. Maier, M. Bechly, C.L. Mendis, N. Hort: Precipitation hardening on mechanical and corrosion properties of extruded Mg10Gd modified with Nd and La, Metals, 8, 640 (2018)
- P. Maier, S. Gavras, M. Freese, G. Schott, N. Hort: Microstructural changes of an extruded WE33 alloy during precipitation hardening, Proceedings of Magnesium 2018 - Magnesium alloys and its application, Old Windsor, UK
- P. Maier, M. Bechly, B. Hess, M. Freese, N. Hort: Comparative study on corrosion behavior WE33 in immersion and polarization influenced by heat treatment, TMS 2018 147th Annual Meeting & Exhibition Supplemental Proceedings, The Minerals, Metals & Materials Series, Springer (2018), 227–237.

## Preise
- Auszeichnung SMART COOP 2020 – Menschen Machen Wirtschaft des Deutsch-Europäischen Genossenschafts- und Prüfungsverband e.V. für 2 Interreg-Kooperationsprojekt(e) der HOST
- Best Paper Application Award: area of application of science in solving a practical problem - TMS2019 - TMS LIGHT METALS: MAGNESIUM “Corrosion Bending Fatigue of RESOLOY® and WE43 Magnesium Alloy Wires” in Magnesium Technology 2019
- Best Poster 10th Biometal 2018 - “Preliminary results of Y- and Nd-ion implantation on pure Mg”
- Best Paper TMS2013 - Characterization of Minerals, Metals, and Materials 2013 - "The Effect of Work-Hardening and Heat Treatment of Mild-Carbon Steel on Cyclic Deformation Behavior”

## Familie
Petra Maier ist verheiratet und hat zwei Söhne.